# Pelikan (rod)
Pelikan (znanstveno ime Pelecanus) je rod velikih vodnih ptic, ki tvorijo družino pelikanov (Pelecanidae). Zanje je značilen dolg kljun in velika kožna golša pod njim, ki se uporablja za lovljenje plena in odvajanje vode iz zagrabljene vsebine pred požiranjem. Imajo pretežno bledo operjenost, izjema so rjavi in perujski pelikani. Kljuni, golša in gola koža obraza pri vseh vrstah postanejo pred paritvenim obdobjem živo obarvane. 
Osem sedaj živečih vrst ima neenakomerno in sezonsko odvisno razširjenost, vendar poseljujejo skoraj vse dele sveta - od tropov do zmernega pasu. Pelikanov ne najdemo ni v notranjosti Južne Amerike, polarnih območjih ter na odprtem oceanu.
Dolgo časa so mislili, da so v sorodstvu z burnicami, kormorani, tropiki in strmoglavci, vendar so po sodobnih raziskavah najbližje sorodni čevljekljunom in senčarjem (čeprav nobena od teh dveh vrst ni prava 'štorklja'). Danes so uvrščeni v red močvirnikov (Pelecaniformes). V isti red sodijo tudi ibisi, žličarke, čaplje in bobnarice. Fosilni dokazi o pelikanih kažejo, da pelikani obstajajo že vsaj 36 milijonov let, kar potrjuje najdba tibiotarsusa (kost spodnjega dela noge) iz poznega eocena v Egiptu. Domnevajo, da so se razvili v Starem svetu ter se kasneje razširili v Ameriki, kar se odraža tudi v odnosih znotraj rodu, ko se osem vrst lahko razdeli na linije starega in novega sveta. Hipotezo dodatno potrjujejo fosilni dokazi najstarejših taksonov pelikanov.
Pelikani so pogosti v celinskih vodah, vendar so najbolj znani kot prebivalci morskih obal in obalnih območij kjer se pretežno hranijo z ribami, ki jih lovijo z značilnim velikim vrečastim kljunom – potopijo se v vodo ali jih ujamejo tik pod vodno gladino. So prilagodljivi glede slanosti vode in uspevajo v sladki vodi, brakični vod, in najpogosteje v morski vodi. So družabne ptice, potujejo v jatah, lovijo v skupinah in valijo v kolonijah. Štiri belo operjene vrste običajno gnezdijo na tleh, štiri rjave ali sivo operjene pa gnezdijo predvsem na drevesih. Odnosi med pelikani in ljudmi so bili pogosto konfliktni. Ptice so bile preganjane zaradi domnevne konkurence z ribištvom.
Njihovo število se zmanjšuje zaradi uničevanja habitatov, motenj in onesnaževanja okolja, tri vrste pa so ogrožene. Imajo tudi dolgo zgodovino kulturnega pomena v mitologiji ter v krščanski in heraldični ikonografiji.

## Taksonomija in sistematika

### Etmologija
Ime pelikan izvira iz starogrške besede pelekan (πελεκάν),  ki je nastala iz besede pelekys (πέλεκυς), kat pomeni "sekira". V klasični antiki so izraz uporabljali tako za pelikana kot za žolno. 

### Zgodovina taksonomija
Rod Pelecanus je prvič formalno opisal Carl Linnaeus leta 1758, v svoji 10. izdaji Systema Naturae. Izstopajoče značilnosti ptice je opisal z ravnim kljunom ukrivljenim na konici, linearne nosnice, goli kožo obraza in plavalno kožo med prsti stopal. Ta zgodnja opredelitev je vključevala burnice, kormorane, strmoglavce ter pelikane. Družino Pelecanidae je leta 1815 uvedel (kot Pelicanea) francoski polihistor Constantine Samuel Rafinesque.

### Rod in sorodne skupine
Pelikani so svoje ime dobili od reda močvirnikov (Pelecaniformes), ki ima raznoliko taksonomsko zgodovino. Tropski ptiči, kačarji, kormorani, strmoglavci, sule in frigate (danes Suliformes) so bili iz reda Pelecaniformes izločeni. Namesto vanj dane sodijo čaplje, ibisi, žličarke, senčar in čevljekljun.

### Filogenetski odnosi
Molekularni dokazi kažejo, da sta čevljekljun (Balaeniceps rex) in senčar (Scopus umbretta) bližnja srorodnika. Skupaj tvorita klad znotraj Pelecaniformes, čeprav obstajajo dvomi o natančnem razmerju med tremi vrstami.
|  | Čaplje (Ardeidae)                      |
|  |                                        |
|  | Ibisi in žličkarji (Threskiornithidae) |
|  |                                        |

|  | \| \| Senčar (Scopus umbretta) \| \| \| \| \| \| Čevljekljun (Balaeniceps rex) \| \| \| \| |
|  |                                                                                            |
|  | Pelikan (Pelecanus)                                                                        |
|  |                                                                                            |
|  | Senčar (Scopus umbretta)                                                                   |
|  |                                                                                            |
|  | Čevljekljun (Balaeniceps rex)                                                              |
|  |                                                                                            |

|  | Senčar (Scopus umbretta)      |
|  |                               |
|  | Čevljekljun (Balaeniceps rex) |
|  |                               |

|  | Čaplje (Ardeidae)                      |
|  |                                        |
|  | Ibisi in žličkarji (Threskiornithidae) |
|  |                                        |

|  | \| \| Senčar (Scopus umbretta) \| \| \| \| \| \| Čevljekljun (Balaeniceps rex) \| \| \| \| |
|  |                                                                                            |
|  | Pelikan (Pelecanus)                                                                        |
|  |                                                                                            |
|  | Senčar (Scopus umbretta)                                                                   |
|  |                                                                                            |
|  | Čevljekljun (Balaeniceps rex)                                                              |
|  |                                                                                            |

|  | Senčar (Scopus umbretta)      |
|  |                               |
|  | Čevljekljun (Balaeniceps rex) |
|  |                               |

|  | Čaplje (Ardeidae)                      |
|  |                                        |
|  | Ibisi in žličkarji (Threskiornithidae) |
|  |                                        |

|  | \| \| Senčar (Scopus umbretta) \| \| \| \| \| \| Čevljekljun (Balaeniceps rex) \| \| \| \| |
|  |                                                                                            |
|  | Pelikan (Pelecanus)                                                                        |
|  |                                                                                            |
|  | Senčar (Scopus umbretta)                                                                   |
|  |                                                                                            |
|  | Čevljekljun (Balaeniceps rex)                                                              |
|  |                                                                                            |

|  | Senčar (Scopus umbretta)      |
|  |                               |
|  | Čevljekljun (Balaeniceps rex) |
|  |                               |

|  | Čaplje (Ardeidae)                      |
|  |                                        |
|  | Ibisi in žličkarji (Threskiornithidae) |
|  |                                        |

|  | \| \| Senčar (Scopus umbretta) \| \| \| \| \| \| Čevljekljun (Balaeniceps rex) \| \| \| \| |
|  |                                                                                            |
|  | Pelikan (Pelecanus)                                                                        |
|  |                                                                                            |
|  | Senčar (Scopus umbretta)                                                                   |
|  |                                                                                            |
|  | Čevljekljun (Balaeniceps rex)                                                              |
|  |                                                                                            |

|  | Senčar (Scopus umbretta)      |
|  |                               |
|  | Čevljekljun (Balaeniceps rex) |
|  |                               |

|  | Čaplje (Ardeidae)                      |
|  |                                        |
|  | Ibisi in žličkarji (Threskiornithidae) |
|  |                                        |

|  | \| \| Senčar (Scopus umbretta) \| \| \| \| \| \| Čevljekljun (Balaeniceps rex) \| \| \| \| |
|  |                                                                                            |
|  | Pelikan (Pelecanus)                                                                        |
|  |                                                                                            |
|  | Senčar (Scopus umbretta)                                                                   |
|  |                                                                                            |
|  | Čevljekljun (Balaeniceps rex)                                                              |
|  |                                                                                            |

|  | Senčar (Scopus umbretta)      |
|  |                               |
|  | Čevljekljun (Balaeniceps rex) |
|  |                               |

|  | Čaplje (Ardeidae)                      |
|  |                                        |
|  | Ibisi in žličkarji (Threskiornithidae) |
|  |                                        |

|  | \| \| Senčar (Scopus umbretta) \| \| \| \| \| \| Čevljekljun (Balaeniceps rex) \| \| \| \| |
|  |                                                                                            |
|  | Pelikan (Pelecanus)                                                                        |
|  |                                                                                            |
|  | Senčar (Scopus umbretta)                                                                   |
|  |                                                                                            |
|  | Čevljekljun (Balaeniceps rex)                                                              |
|  |                                                                                            |

|  | Senčar (Scopus umbretta)      |
|  |                               |
|  | Čevljekljun (Balaeniceps rex) |
|  |                               |

|  | Čaplje (Ardeidae)                      |
|  |                                        |
|  | Ibisi in žličkarji (Threskiornithidae) |
|  |                                        |

|  | \| \| Senčar (Scopus umbretta) \| \| \| \| \| \| Čevljekljun (Balaeniceps rex) \| \| \| \| |
|  |                                                                                            |
|  | Pelikan (Pelecanus)                                                                        |
|  |                                                                                            |
|  | Senčar (Scopus umbretta)                                                                   |
|  |                                                                                            |
|  | Čevljekljun (Balaeniceps rex)                                                              |
|  |                                                                                            |

|  | Senčar (Scopus umbretta)      |
|  |                               |
|  | Čevljekljun (Balaeniceps rex) |
|  |                               |

|  | Čaplje (Ardeidae)                      |
|  |                                        |
|  | Ibisi in žličkarji (Threskiornithidae) |
|  |                                        |

|  | \| \| Senčar (Scopus umbretta) \| \| \| \| \| \| Čevljekljun (Balaeniceps rex) \| \| \| \| |
|  |                                                                                            |
|  | Pelikan (Pelecanus)                                                                        |
|  |                                                                                            |
|  | Senčar (Scopus umbretta)                                                                   |
|  |                                                                                            |
|  | Čevljekljun (Balaeniceps rex)                                                              |
|  |                                                                                            |

|  | Senčar (Scopus umbretta)      |
|  |                               |
|  | Čevljekljun (Balaeniceps rex) |
|  |                               |

### Seznam živečih vrst
- Ameriški beli pelikan Pelecanus erythrorhynchos
Gmelin, 1789
- Rjavi pelikan Pelecanus occidentalis, Linnaeus, 1766
- Perujski pelikan Pelecanus thagus, Molina, 1782
- Rožnati pelikan Pelecanus onocrotalus, Linnaeus, 1758
- Avstralski pelikan Pelecanus conspicillatus, Temminck, 1824
- Kodrasti pelikan Pelecanus crispus, Bruch, 1832[15]
- Črnooki pelikan Pelecanus philippensis, Gmelin, 1789

### Citirani teksti
- Elliott, Andrew (1992). »Family Pelecanidae (Pelicans)«.  V del Hoyo, Josep; Elliott, Andrew; Sargatal, Jordi (ur.). Handbook of the Birds of the World, Volume 1: Ostrich to Ducks. Barcelona: Lynx Edicions. str. 290–311. ISBN 978-84-87334-10-8.